# El Nacional (1985-1992)
El Nacional fue un diario peruano fundado en Lima en 1985, por José Olaya Correa y Lorenzo Villanueva. Empezó siendo un diario de corte político, que respaldaba al primer gobierno de Alan García, para luego apostar por el sensacionalismo y el amarillismo. Su especialidad eran las crónicas policiales. Tuvo momentos de gran acogida del público, pero al finalizar la década entró en declive. Esta situación se agravó por las disputas internas por el control de la empresa, acabando esta por quebrar en 1992.

## Antecedente
El primer diario importante de nombre El Nacional que circuló en el Perú fue el fundado en 1865, en Lima, por el periodista Juan Francisco Pazos. Fue un diario surgido durante la coyuntura del conflicto con España, para alentar el nacionalismo; de allí derivó su nombre. Era de gran formato (tipo sábana), y de ideología antimilitarista y civilista u oligárquica. Se contó entre los diarios más importantes del Perú del último tercio del siglo XIX y subsistió, con intermitencias, hasta 1903.

## Historia
En 1985 surgió otro diario de nombre de El Nacional, sin tener ninguna relación con el antiguo. Sus fundadores, José Olaya Correa y Lorenzo Villanueva Regalado, provenían del diario El Popular, del grupo de La República, de donde se habían retirado por discrepancias con Guillermo Thorndike y otros directivos. Olaya y Villanueva aprovecharon la coyuntura política de las elecciones generales de 1985, para fundar su propio diario, que fue El Nacional, con un distintivo logo de color azul y negro.
Olaya y Villanueva se asociaron a un grupo de financistas para constituir El Nacional S.A. Empresa Editora. Cuando uno de los accionistas fue acusado de narcotráfico, ambos directores-fundadores tomaron control de sus acciones y así se convirtieron en accionistas principales.
El diario empezó a circular el 8 de abril de 1985, pocos días antes de las elecciones generales. Los primeros meses se desempeñó como un tabloide político que se consideraba pluralista y saludó el triunfo electoral del candidato aprista Alan García. Entre sus colaboradores figuraba el célebre Alfonso Tealdo, cuya columna se titulaba “Mirador”. El eslogan del diario era: “Si lo dice El Nacional, es cierto”.
El 5 de noviembre de 1985, siete miembros del grupo terrorista MRTA tomaron el local del diario durante veinte minutos. Entre los asaltantes se hallaba Néstor Cerpa Cartolini, el mismo que años después comandaría la toma de la residencia del embajador japonés.
El Nacional tuvo su momento de éxito en ventas cuando empezó a obsequiar a sus lectores fascículos de educación sexual, por entregas en 1987. Sus directivos afirmaron que llegaron a alcanzar los cien mil ejemplares en un solo día. Pero luego empezó a declinar, afectado por la crisis económica desatada bajo el gobierno aprista, por lo que debió buscar nuevos accionistas y a apelar al sensacionalismo y el amarillismo en el tratamiento de la información.
En febrero de 1988 afrontó una huelga de periodistas y trabajadores. También se desató una disputa entre los socios por la posesión del logo y las acciones. Olaya se alejó de la dirección, prácticamente expulsado, siguiéndole Villanueva (aunque el primero regresó poco después como columnista). También se sumaron nuevos accionistas y editores.
En septiembre de 1989, Guillermo Thorndike (que por entonces ya estaba alejado de La República) asumió la dirección, en la que se mantuvo solo por unos meses, durante los cuales realizó algunos cambios en el estilo del diario.
Según una encuesta hecha por CPI entre febrero y abril de 1992 (publicada en el diario El Comercio), El Nacional se hallaba por entonces en el último lugar de lectoría en Lima. El diario acabó por quebrar, cerrando definitivamente ya en pleno gobierno de Alberto Fujimori.